# Tom Moore
Sir Thomas Moore (født 30. april 1920, død 2. februar 2021), ofte omtalt som Captain Tom, var en officer i British Army og 100-årig, der er kendt for at have indsamlet et stort beløb til velgørenhed op til sin 100-års fødselsdag under coronaviruspandemien i 2020.
Moore tjente i Indien, felttoget i Burma under anden verdenskrig, og blev senere instruktør i pansertropperne. Efter krigen arbejdede han som direktør i et betonfirma, og var en ivrig motorcyklist.
Den 6. april 2020, i en alder af 99 år, begyndte han med sin rollator at gå runder frem og tilbage i sin lille have for at støtte NHS Charities Together, med et mål om at have indsamlet £1.000 på sin 100-års fødselsdag. I de 24 dage han indsamlede penge, optrådte han i mange medier og blev et populært navn i Storbritannien, modtog adskillige hyldester og nåede over 1,5 millioner individuelle donationer. I anerkendelse af hans bedrift modtog han BBC Sports Personality of the Year Helen Rollason Award ved prisoverrækkelsen i 2020. Han medvirkede i en coverversion af sangen "You'll Never Walk Alone" sunget af Michael Ball, hvor indtægterne gik til samme velgørenhed. Singlen toppede den engelske singlehitliste, hvilket gør ham til den ældste person nogensinde, der har haft en sang som nummer 1 på hitlister.
På morgenen for hans 100-års fødselsdag havde hans spadsereture indsamlet over £30 mio., og da kampagnen lukkede samme dag, var der blevet indsamlet over £32,79 mio. Hans fødselsdag blev markeret på flere måder, inklusive overflyvninger af Royal Air Force og British Army. Han modtog over 15.000 fødselsdagskort, og blev udnævnt til æresoberst i Army Foundation College. Den 17. juli blev han slået til Knight Bachelor af dronning Elizabeth 2. på Windsor Castle.
Moore døde med COVID-19 og komplikationer med lungebetændelse den 2. februar 2021 på Bedford Hospital.